# Gare de Bősárkány
La gare de Bősárkány (en hongrois : Bősárkány vasútállomás) est une halte ferroviaire hongroise, située à Bősárkány.